# Polyarthritis
Polyarthritis („Gelenkentzündung in mehreren Gelenken“; Plural: Polyarthritiden) bezeichnet eine entzündliche Autoimmunkrankheit, die neben den Gelenken auch Organe, Schleimbeutel und Sehnenscheiden befallen kann. Eine chronische Polyarthritis (CP) nennt man auch rheumatoide Arthritis, eine systemische juvenile rheumatoide Arthritis auch Still-Syndrom.

## Abgrenzung
Gelenkschmerzen ohne entzündliche Veränderungen nennt man Arthralgie, mit Entzündung Arthritis. Bei Monoarthritis ist ein Gelenk betroffen, bei Oligoarthritis zwei bis vier. Ab fünf betroffenen Gelenken spricht man von Polyarthritis.

## Ursachen
Eine Polyarthritis kann Begleiterscheinung von Infektionskrankheiten sein, etwa bei Ross-River-Fieber, Tuberkulose oder Morbus Whipple. Bei jungen Frauen, die viel in Kontakt mit kleinen Kindern kommen, ist die akute Polyarthritis nicht selten mit einer Parvovirus B19-Infektion verknüpft. Ebenso kann sie bei Infektionen mit Hepatitis B, Hepatitis C, HIV, Epstein-Barr und Röteln auftreten.
Als extraintestinale Manifestation tritt Polyarthritis bei Morbus Crohn, seltener bei Colitis ulcerosa auf.

## Symptome
Die ersten Anzeichen für eine Polyarthritis sind Schmerzen bei Bewegungen oder Druck, Überwärmung von Gelenken oder Schwellungen. Die Finger- und Handgelenke sind am häufigsten von der Krankheit betroffen. Zudem kann es zu einer Morgensteifigkeit an den betroffenen Gelenken kommen. Begleitende Symptome können allgemeine Krankheitszeichen wie beispielsweise Erschöpfung, Schwächegefühl, Appetitlosigkeit oder Fieber sein.
Da auch die Sehnenscheiden befallen sein können, tritt häufig eine Sehnenscheidenentzündung im Bereich der Hand auf. Diese kann zum Riss der Sehne führen.
Die sogenannten Rheumaknoten kommen bei ungefähr 30 % der Patienten vor. Diese bilden sich im Bereich von Sehnen, Bändern und Knochenvorsprüngen. Dabei ist die Größe abhängig von der entzündlichen Aktivität der Polyarthritis. In den USA werden 60 % der Arthritis-Diagnosen bei Frauen gestellt.

## Polyarthritis bei Kindern
Die kindliche Polyarthritis ist selten, jedoch eine der häufigsten Erkrankungen des Bindegewebes in den ersten drei Lebensjahren. Sie tritt in drei Formen auf:
- mit polyartikulärem Beginn
- mit pauciartikulärem Beginn
- mit systemischem Beginn (als Still-Krankheit)